# Qatars fodboldlandshold
Qatars fodboldlandshold er landsholdet i Qatar og det styres af الاتحاد القطري لكرة القدم.
Holdet har deltaget i ni Asian Cup-turneringer og Qatar har også været vært for Asian Cup i 2011. De spiller deres hjemmekampe på Khalifa International Stadium og Jassim Bin Hamad Stadium. Det sidstnævnte er hjemmebane for holdet.